# Back Per Ersson
Back Per Ersson (i riksdagen kallad Ersson i Buska, senare Ersson i Hede), född 4 november 1840 i By socken, Dalarna, död där 12 augusti 1920, var en svensk lantbrukare och politiker (liberal). 
Back Per Ersson, som kom från en bonde- och bergsmanssläkt, var lantbrukare och sågverksägare i Buska och senare i Hede i By. Han var kommunalnämndens ordförande 1878–1891 och var även ledamot i Kopparbergs läns landsting 1910–1915.
Han var riksdagsledamot i andra kammaren för Hedemora domsagas valkrets 1885–1899 samt 1903–1911. I riksdagen tillhörde han Lantmannapartiet 1885–1887 och övergick sedan till det tullvänliga Nya lantmannapartiet 1888–1894, återgick till det återförenade Lantmannapartiet 1895–1899 och tillhörde slutligen Frisinnade landsföreningens riksdagsgrupp Liberala samlingspartiet 1903–1911. Han var bland annat ledamot i lagutskottet 1907–1911 och engagerade sig bland annat för en demokratisering av rösträtten i kommunalval.